# كيني روبرتس (مغني)
كيني روبرتس (بالإنجليزية: Kenny Roberts)‏ هو مغني وكاتب أغاني أمريكي، ولد في 14 أكتوبر 1926، وتوفي في 29 أبريل 2012 في Athol, Massachusetts ‏ في الولايات المتحدة.

## وصلات خارجية
- كيني روبرتس على موقع ميوزك برينز (الإنجليزية)
- كيني روبرتس على موقع ديسكوغز (الإنجليزية)